# Mariano Puig Planas
Mariano Puig Planas (Barcelona, 1927-Barcelona, 13 de abril de 2021) fue un empresario español.
Ingeniero químico y graduado en el IESE Business School, fue presidente de la multinacional Puig y miembro de la segunda generación de la estirpe familiar propietaria. Junto a su hermano Antoni impulsó la internacionalización de Puig. A finales de los años 1950, lanzó Agua Lavanda en Estados Unidos y logró la licencia de la marca Max Factor para distribuirla en España. En 1968, firmó en París un convenio con el diseñador Paco Rabanne para la creación de sus fragancias, con el que empezó la expansión internacional de Puig. En 1987, acordó con Carolina Herrera la producción de sus perfumes, y en 1995 compró su división de moda.
Fue presidente de Exea Empresarial, la sociedad patrimonial de la familia, que reúne sus participaciones en Puig, Flamagas, Isdin, Uriage y Apivita. Participó en la fundación el Instituto de la Empresa Familiar que presidió entre 1995 y 1997. Fue patrón de la Fundación Princesa de Asturias.
Ganó el Campeonato de España de Esquí Náutico en dos ocasiones. Fue el primer presidente de la Federación Española de Esquí Náutico y, en 1971, organizó el campeonato del mundo en Bañolas.

## Premios y galardones
- En 2014 recibió la Medalla de Honor de Fomento del Trabajo en la Trayectoria Empresarial
- En 2016, el Gobierno de España le otorgó la Medalla de Oro al Mérito en el Trabajo.
- En 2019 recibió el Premio Reino de España a la Trayectoria Empresarial.[3]

Falleció el 13 de abril de 2021 en Barcelona, a los 93 años.